# Tiếp thị liên kết
Tiếp thị liên kết (affiliate marketing) là một hình thức Marketing dựa trên hiệu suất. Đây là một cách để các doanh nghiệp, công ty tiếp thị các sản phẩm, dịch vụ của mình dựa trên nền tảng Internet. Trong đó, một Publisher sẽ quảng bá sản phẩm hoặc dịch vụ cho nhiều Advertiser khác và được hưởng hoa hồng từ phương thức quảng bá này thông qua lượng truy cập, doanh số bán hàng hoặc mức độ thành công của đơn hàng.

## Cấu trúc
Tiếp thị liên kết bao gồm bốn thành phần:

### Advertiser
Người có nhu cầu quảng cáo hay còn được gọi là nhà bán lẻ được biết đến như là những người có sản phẩm/ dịch vụ và sẵn sàng trả tiền cho người quảng bá sản phẩm của họ bằng các kênh marketing online. 

### Publisher
Là cá nhân hoặc công ty quảng bá sản phẩm của Advertiser thông qua mạng xã hội, website hoặc blog và nhận hoa hồng từ Advertiser.
Có 5 mô hình Publishing (thực hiện liên kết) điển hình:
- Thực hiện liên kết bằng cách hoàn tiền: Đây là một mô hình mang lại lợi nhuận cao vì có tỷ lệ chuyển đổi tương đối cao.
- Thực hiện liên kết bằng nội dung: Các Publisher xây dựng nội dung hướng đến nhóm khách hàng cụ thể và các chương trình khuyến mãi bao gồm các loại nội dung như quảng cáo biểu ngữ với thông tin về sản phẩm và dịch vụ, văn bản quảng cáo, đánh giá sản phẩm.
- Thực hiện liên kết bằng việc phát hành phiếu giảm giá: Người dùng trực tuyến được khuyến khích sử dụng các phiếu giảm giá này trong quá trình mua sắm để họ cảm thấy có lợi hơn. Từ đó các nhà thực hiện liên kết kiếm được hoa hồng, đồng thời mô hình này cung cấp lợi ích cho Advertiser, Publisher và người dùng trực tuyến.
- Thực hiện liên kết tổng hợp: Các nền tảng liên quan đến nhiều sản phẩm, ưu đãi về giá và người dùng trực tuyến được gọi là tổng hợp. Các nền tảng này có thể được coi là một trung tâm mua sắm, người dùng có thể xem các nhóm sản phẩm khác nhau và được đề xuất mua hàng.
- Thực hiện liên kết bằng thiết bị di động: Trong mô hình này, Publisher xem xét các tính năng của thiết bị di động. Ngoài ra, có thể tăng khả năng nhận dạng và tối đa hóa lưu lượng truy cập bằng cách sử dụng các lợi thế của nền tảng di động như gửi thông báo. Các Publisher di động có thể xây dựng nội dung của họ thông qua các ứng dụng di động để thực hiện việc liên kết tiếp thị.

### Mạng tiếp thị liên kết (Affiliate network)
Bên trung gian cung cấp dịch vụ liên kết giữa Advertiser và Publisher. Đây có thể là một công ty hoặc một cá nhân có khả năng thu hút nhóm khách hàng tiềm năng cho sản phẩm/dịch vụ. Các mạng lưới liên kết đóng vai trò cung cấp nền tảng kỹ thuật như link quảng cáo, banner, theo dõi và đánh giá hiệu quả của việc quảng bá, giải quyết tranh chấp, thu tiền và thanh toán hoa hồng cho các bên tham gia.

##### Một vài hình thứcMạng tiếp thị liên kếtphổ biến:
- Mạng tiếp thị liên kết thông qua website
- Mạng tiếp thị liên kết thông qua nền tảng truyền thông
- Mạng tiếp thị liên kết thông qua Email

##### Một vài kênh cung cấpMạng tiếp thị liên kếtphổ biến:[1]
- Influencers: Là một cá nhân có khả năng tác động đến quyết định mua hàng của một bộ phận lớn khách hàng. Họ có lượng người theo dõi ấn tượng, vì vậy, họ dễ dàng hướng người tiêu dùng đến các sản phẩm của người bán thông qua các bài đăng trên mạng xã hội, blog và các tương tác với những người theo dõi họ.
- Bloggers: Các blogger lấy mẫu sản phẩm hoặc dịch vụ và sau đó viết một bài đánh giá toàn diện nhằm quảng bá thương hiệu để thúc đẩy lưu lượng truy cập trang web của sản phẩm/ dịch vụ.
- Các trang web quy mô nhỏ (Microsite):  Các trang web này quảng cáo một trang web của đối tác và chúng tách biệt với trang web chính của tổ chức. Bằng cách cung cấp nội dung phù hợp, tập trung hơn cho đối tượng cụ thể, microsite dẫn đến tăng chuyển đổi do lời kêu gọi hành động đơn giản và dễ hiểu.
- Danh sách email: Các mạng lưới liên kết sử dụng email để quảng bá các sản phẩm của người bán và kiếm thu nhập từ hoa hồng sau khi khách hàng mua sản phẩm.
- Các trang web truyền thông lớn: Tạo ra một lượng lưu lượng truy cập khổng lồ, các trang web này tập trung vào việc xây dựng một lượng khán giả với hàng triệu người dùng và thực hiện quảng bá sản phẩm thông qua việc sử dụng các biểu ngữ và liên kết liên kết theo ngữ cảnh. Phương pháp này mang lại khả năng tiếp xúc vượt trội và cải thiện tỷ lệ chuyển đổi, mang lại doanh thu cao nhất cho cả Advertiser và Affiliate.
- Các mạng xã hội: Với lượng tương tác khổng lồ có thể giới thiệu quảng bá sản phầm,kéo lưu lượng truy cập về các trang bán hàng.

### Khách hàng
Người trực tiếp nhìn thấy quảng cáo của Publisher và thực hiện một hành động (mua hàng, điền form đăng ký,...)
Phương pháp tiếp thị liên kết bao gồm tối ưu hóa công cụ tìm kiếm tự nhiên (SEO), công cụ tìm kiếm trả phí (PPC – trả phí trên 1 lần nhấp chuột), tiếp thị qua email, tiếp thị nội dung và quảng cáo hiển thị.
Tiếp thị liên kết thường bị nhầm lẫn với tiếp thị giới thiệu, vì cả hai hình thức này đều sử dụng bên thứ ba để thúc đẩy doanh số cho nhà bán lẻ. Hai hình thức tiếp thị được phân biệt bằng cách: tiếp thị liên kết dựa hoàn toàn vào năng lực tài chính, trong khi tiếp thị giới thiệu phụ thuộc nhiều hơn vào niềm tin và các mối quan hệ cá nhân.

## Lịch sử hình thành